# Glomerulonefrite post-infettiva
La glomerulonefrite post-infettiva è una malattia del rene che colpisce i glomeruli dando come clinica caratteristica una sindrome nefritica.

## Epidemiologia
La glomerulonefrite post-infettiva ha carattere sporadico e colpisce perlopiù bambini in età pre-adolescenziale, infatti solo il 10% dei pazienti ha più di 40 anni. È più comune nei maschi che nelle femmine. La sua incidenza nei paesi sviluppati è in diminuzione. È frequente nei familiari e nei conviventi del paziente.

## Eziologia
La malattia si manifesta in seguito ad infezione della faringe. Il germe più frequentemente implicato è lo streptococco beta emolitico di gruppo A (soprattutto i sierotipi 1, 2, 3, 4, 12, 25 e 49) la cui infezione (spesso una faringite), in soggetti geneticamente predisposti, può portare alla formazione di anticorpi diretti contro l'endostreptosina o altre proteine come la proteinasi streptococcica. Gli anticorpi possono formare immunocomplessi con i rispettivi antigeni: il legame fra anticorpo e antigene può avvenire in circolo o direttamente nel glomerulo, in sede sotto-epiteliale (cioè fra la membrana basale glomerulare e i podociti).
Questi accumuli, composti da IgM o IgG legate all'antigene, provocano danni tramite attivazione in loco del complemento e tramite fagocitosi frustrata da parte dei macrofagi e dei neutrofili.
Gli stessi immunocomplessi possono inoltre depositarsi nelle articolazioni o a livello cardiaco; in quest'ultimo caso possono provocare anche una endocardite con danno valvolare in un quadro clinico chiamato malattia reumatica.

## Aspetto istologico
I glomeruli durante la malattia mostrano iperproliferazione del mesangio e accumulo di leucociti. In immunofluorescenza si vedono i depositi di immunocomplessi con aspetto granulare e in microscopia elettronica è possibile osservare questi depositi elettrondensi che sono definiti humps (gobbe) subepiteliali

## Clinica
Tra il manifestarsi dell'infezione e l'insorgenza della glomerulonefrite decorre un periodo di latenza che, nel caso di una faringotonsillite, va dai 6 ai 10 giorni. Nel caso di infezioni cutanee (erisipela, ad esempio) la latenza è più prolungata e può arrivare a più di due settimane. Se i segni di nefrite appaiono insieme all'infezione, vuol dire che siamo di fronte alla riesacerbazione di una glomerulopatia preesistente.
Le manifestazioni tipiche della glomerulonefrite sono: ematuria con cilindri di globuli rossi, oliguria, malessere generale, ipertensione lieve o moderata, edemi spesso periorbitali e febbre. Nei bambini prevale l'ematuria e la febbre, negli adulti invece l'ipertensione è spesso più cospicua così come la ritenzione di liquidi che rappresenta il sintomo predominante.
La diagnosi di glomerulonefrite post-streptococcica si basa sulla dimostrazione di almeno due di questi elementi:
- la presenza in faringe o in una lesione cutanea dello streptococco beta-emolitico di uno dei sierotipi elencati in precedenza;
- l'avvenuta risposta immunitaria a uno o più enzimi streptococcici, mediante la dimostrazione dell'aumentato titolo antistreptolisinico O (ASLO), antistreptokinasi (ASK), anti-deossiribonucleasi B (ADN-asi B), anti-ialuronidasi (AH), anti-nicotiladenin-dinucleotidasi (ANAD-asi); la risposta degli ASLO è veloce e intensa soprattutto nelle faringiti, mentre le risposte degli AH, ANAD-asi e ADN-asi B sono più tardive. Una terapia antibiotica precoce può prevenire la risposta anticorpale agli enzimi e negativizzare il tampone faringeo, ma può non essere efficace nel bloccare l'insorgenza della glomerulonefrite;
- la diminuzione della frazione C3 del complemento.

Altri dati di laboratorio che si possono rilevare sono:
- aumento delle crioglobuline
- aumento della VES
- positività del test per gli immunocomplessi circolanti
- riscontro in circolo di aggregati di fibrinogeno ad alto peso molecolare.

## Prognosi e Terapia
Nei bambini la malattia è spesso autolimitante e non lascia sequele (al limite è necessario solo un trattamento per il mantenimento dell'equilibrio elettrolitico). Negli adulti può invece lasciare più facilmente dei reliquati o in rari casi evolvere a glomerulonefrite rapidamente progressiva o cronica. È importante la terapia antibiotica delle infezioni infantili per evitare l'insorgenza di questa patologia.